# فريدريش ماسين
فريدريش ماسين (بالألمانية: Friedrich Maassen)‏ (و. 1823 – 1900 م) هو مؤرخ قانوني ‏، وأستاذ جامعي، ومحامي من ألمانيا، والنمسا، ولد في فيسمار، كان عضوًا في الأكاديمية النمساوية للعلوم، والأكاديمية البافارية للعلوم والعلوم الإنسانية، توفي عن عمر يناهز 77 عاماً.

## مناصب
تولى منصب Member of the House of Lords (Austria) ‏
.